# Rally de Ourense de 1998
El Rally de Ourense de 1998, oficialmente 31.º Rally de Ourense, fue la trigésimo primera edición y la sexta ronda de la temporada 1998 del Campeonato de España de Rally. Se celebró del 19 al 20 de junio y contó con un itinerario de catorce tramos que sumaban un total de 175 km cronometrados.

## Itinerario
| Día   | Tramo | Nombre         | Distancia | Ganador                                  | Líder       |
| ----- | ----- | -------------- | --------- | ---------------------------------------- | ----------- |
| Día 1 | TC1   | Esgos          | 11.00 km  | Jesús Puras                              | Jesús Puras |
| Día 1 | TC2   | Ponte do Sil   | 12.40 km  | Jesús Puras                              | Jesús Puras |
| Día 1 | TC3   | A Peroxa       | 22.27 km  | Jesús Puras                              | Jesús Puras |
| Día 1 | TC4   | Esgos 2        | 11.00 km  | Jesús Puras                              | Jesús Puras |
| Día 1 | TC5   | Ponte do Sil 2 | 12.40 km  | Jesús Puras                              | Jesús Puras |
| Día 1 | TC6   | A Peroxa 2     | 22.27 km  | Manuel Muniente                          | Jesús Puras |
| Día 1 | TC7   | Esgos 3        | 11.00 km  | Jesús Puras                              | Jesús Puras |
| Día 1 | TC8   | Muiños         | 10.06 km  | Jesús Puras                              | Jesús Puras |
| Día 1 | TC9   | Lobeira        | 9.15 km   | Jesús Puras                              | Jesús Puras |
| Día 1 | TC10  | Compostela     | 5.50 km   | Luis Climent                             | Jesús Puras |
| Día 1 | TC11  | Lobios         | 16.76 km  | Jesús Puras                              | Jesús Puras |
| Día 1 | TC12  | Lobeira 2      | 9.15 km   | Jesús Puras Manuel Muniente              | Jesús Puras |
| Día 1 | TC13  | Compostela 2   | 5.50 km   | Jesús Puras Luis Climent Manuel Muniente | Jesús Puras |
| Día 1 | TC14  | Lobios 2       | 16.76 km  | Manuel Muniente                          | Jesús Puras |

## Clasificación final
| Pos. | Piloto               | Copiloto             | Automóvil                | Tiempo  | Diferencia |
| ---- | -------------------- | -------------------- | ------------------------ | ------- | ---------- |
| 1.   | Jesús Puras          | Carlos del Barrio    | Citroën Xsara Kit Car    | 1:52:59 | 0.0        |
| 2.   | Manuel Muniente      | José Vicente Medina  | Peugeot 306 Maxi         | 1:54:02 | +1:03      |
| 3.   | Luis Climent         | José Antonio Muñoz   | Renault Mégane Maxi      | 1:54:46 | +1:47      |
| 4.   | Sergio Vallejo       | Diego Vallejo        | Citroën Saxo Kit Car     | 1:59:49 | +6:50      |
| 5.   | David Guixeras       | Albert Piferrer      | Citroën Saxo Kit Car     | 2:00:18 | +7:19      |
| 6.   | Santi Concepción     | Jesús Aragón         | Ford Escort RS Cosworth  | 2:05:37 | +12:38     |
| 7.   | Francisco Javier Paz | Manuel Ferreiro      | Ford Escort RS Cosworth  | 2:06:03 | +13:04     |
| 8.   | Germán Castrillón    | Estrella Castrillón  | Mitsubishi Lancer Evo IV | 2:06:13 | +13:14     |
| 9.   | Antonio Garrido      | José Alfredo Álvarez | Subaru Impreza WRX       | 2:07:19 | +14:20     |
| 10.  | Arturo Rial          | Luis Fernández       | Citroën Saxo VTS         | 2:08:07 | +15:08     |